# Asplenium kentuckiense
Asplenium kentuckiense är en svartbräkenväxtart som beskrevs av Mccoy. Asplenium kentuckiense ingår i släktet Asplenium och familjen Aspleniaceae. Inga underarter finns listade.